# Princip li
Li (čínsky pchin-jinem lǐ, znaky 理), princip, idea, zákon či podstata je jeden z klíčových pojmů neokonfuciánské filozofie, zásadní zejména pro školu principu (li-süe).
Li obecně znamená uspořádání, vzor; původně skrytý vzor žilkování v nefritu, který vyjde najevo při řezání kamene. Konfucius termín li nepoužíval, objevuje se v Knize proměn a u Mencia. V Knize proměn se nachází ve zmínce o procesu „vyčerpání principu a plného realizování přirozenosti“ (čchiung-li ťin-sing), pro neokonfuciány klasickém příkladu použití termínu. Mencius principem li rozuměl smysl pro správnost i, základ srdce/mysli sin.
Sungští neokonfuciáni, Čcheng I, Ču Si, Čchen Čchun, došli k závěru, že princip li je úzce spjatý s cestou tao a přirozeností sing. Princip měli za podstatu společnou všem věcem, zatímco přirozenost té které věci nebo tvora (včetně člověka) za specifický příklad principu. Každá věc je pak kombinací principu li a životní energie čchi, jejichž vztahu se podrobně věnoval Ču Si. Poznání principu ve věcech a správné, morální, jednání pak vede k jednotě ušlechtilého muže se světem.
Neokonfuciáni školy srdce/mysli princip li viděli nikoliv v přirozenosti sing, ale v srdci/mysli sin, obojí pak ztotožnili (Lu Ťiou-jüan), případně tvrdili, že princip neexistuje vně mysli (Wang Jang-ming). Někteří pozdněmingští a čchingští konfuciáni se od promýšlení abstraktních pojmů, jako je princip li, odvrátili ve prospěch uvažování o skutečnostech reálnéch světa (škola praktického učení, š’-süe). K principu li jako centrálnímu pojmu filozofie se ve 20. století vrátili představitelé nového konfuciánství (Siung Š’-li, Feng Jou-lan).